# Przasnysz (comune rurale)
Przasnysz è un comune rurale polacco del distretto di Przasnysz, nel voivodato della Masovia.
Ricopre una superficie di 183,91 km² e nel 2004 contava 7 189 abitanti.
Il capoluogo è Przasnysz, che non fa parte del territorio ma costituisce un comune a sé.

## Località
Il comune comprende le seguenti località:
Annopol, Bartniki, Bogate, Brzezice, Cegielnia, Cierpigórz, Dębiny, Dobrzankowo, Emowo, Fijałkowo, Frankowo, Golany, Góry Karwackie, Gostkowo, Grabowo, Helenowo-Gadomiec, Janin, Józefowo, Karbówko, Karwacz, Kijewice, Klewki, Księstwo, Leszno, Lisiogóra, Mchówko, Mchowo, Mirów, Nowa Krępa, Nowe Helenowo, Obrąb, Oględa, Osówiec Kmiecy, Osówiec Szlachecki, Patołęka, Polny Młyn, Sątrzaska, Sierakowo, Stara Krępa, Stare Helenowo, Święte Miejsce, Szla, Trzcianka, Wandolin, Wielodróż, Wygoda, Wyrąb Karwacki, Zakocie and Zawadki.